# Fierbinți-Târg
Fierbinți-Târg es una ciudad con estatus de oraș de Rumania ubicada en el distrito de Ialomița.
Según el censo de 2011, tiene 4969 habitantes, mientras que en el censo de 2002 tenía 5253 habitantes. La casi totalidad de la población es de etnia rumana (97,62 %).
La gran mayoría de los habitantes son cristianos de la Iglesia Ortodoxa Rumana (97,72 %).
Se conoce su existencia desde 1620 y adquirió estatus urbano en 2004. En su territorio se incluyen como pedanías los pueblos de Fierbinții de Jos, Fierbinții de Sus y Grecii de Jos.
Se ubica en el oeste del distrito, unos 20 km al oeste de Urziceni, y es limítrofe con el vecino distrito de Ilfov.